# Convention baptiste équatorienne
La Convention baptiste équatorienne (espagnol : Convención Bautista Ecuatoriana) est une association chrétienne évangélique d'églises baptistes en  Équateur.  Elle est affiliée à l’Alliance baptiste mondiale. Son siège est situé à Guayaquil. 

## Histoire
La Convention baptiste équatorienne a ses origines dans une mission américaine du Conseil de mission internationale en 1950.  Elle est officiellement fondée en 1972 . Selon un recensement de l’association, en 2023 elle disait avoir 248 églises et 23,560 membres.